# Parafia Matki Chrystusa i św. Jana Apostoła i Ewangelisty w Strzelinie
Parafia Matki Chrystusa i św. Jana Apostoła i Ewangelisty w Strzelinie – znajduje się w dekanacie Strzelin w archidiecezji wrocławskiej.  Jej proboszczem jest ks. Stanisław Fertała. Obsługiwana przez kapłana archidiecezjalnego. Erygowana w 1987.

## Obszar parafii
Parafia obejmuje ulice: Brzegowa, Chopina, Górzysta, Kopernika, Krasińskiego, Krótka, Leśna, Łąkowa, Młynarska (7, 7a, 7b, 10), Moniuszki(nr parzy.), Okrzei, Parkowa, Polna, Różana, Os. "Na Skarpie", Staromiejska, Wiosenna, Zielna, Źródlana.